# Jean Bodin
Jean Bodin (Angers, 1529 – Laon, 1596) è stato un filosofo, economista e giurista francese che ha influenzato la storia intellettuale dell'Europa con le sue teorie economiche e i principi del "buon governo" esposti nei suoi libri.
Con maggior proprietà può dirsi che il Bodin si dedicò alla filosofia politica toccando tuttavia anche temi giuridici. E, proprio nell'opera giuridica, Bodin fu seguace dell'umanesimo giuridico rifacendosi alla teoria di François de Connan (1508–1551), impegnandosi a razionalizzare il diritto romano in modo che apparisse come un diritto universale positivamente attuato.
La sua opera più celebre, I sei libri della Repubblica, è stata eguagliata quanto a diffusione solamente da Lo spirito delle leggi di Montesquieu. Nell'economia politica, osservò i rischi relativi all'inflazione e elaborò la teoria quantitativa della moneta durante una controversia con Monsieur de Malestroit. Infine, stabilì un metodo comparativo nel diritto e nella storia, arricchendo i lavori di Grozio e Pufendorf.
Con i suoi Sei libri, fu uno dei primi autori a teorizzare il concetto moderno di «sovranità», da cui successivamente Thomas Hobbes e John Locke trarranno ispirazione. Pose anche le basi teoriche della monarchia assoluta e le nozioni giuridiche relative alla sovranità degli Stati. Per l'influenza sul cardinale Richelieu e sui suoi giuristi, Bodin può essere considerato in una certa misura uno dei fondatori dell'assolutismo francese. Tra gli altri suoi contributi figurano anche una descrizione quadro di quelle che dovrebbero essere le attribuzioni dei giudici e dell'amministrazione nonché la distinzione fondamentale tra stato e governo.
Di mentalità moderna per certi versi, Bodin tuttavia rischia di sconcertare i lettori odierni, sia con il suo trattato di filosofia della natura, in cui attribuì una grande rilevanza all'aritmologia e all'astrologia, sia e soprattutto con quello sulla demonologia in cui sosteneva la necessità della repressione della stregoneria. Mentre le guerre di religione devastavano la Francia, fu un fautore della tolleranza, soprattutto attraverso una coraggiosa opposizione ad una raccolta fondi reale per finanziare la guerra contro gli ugonotti. Ribadì più volte la tolleranza nei suoi scritti ed in particolar modo nel Colloquium heptaplomeres, in cui fa dialogare sette saggi di diverse fedi.

## Biografia

### Formazione

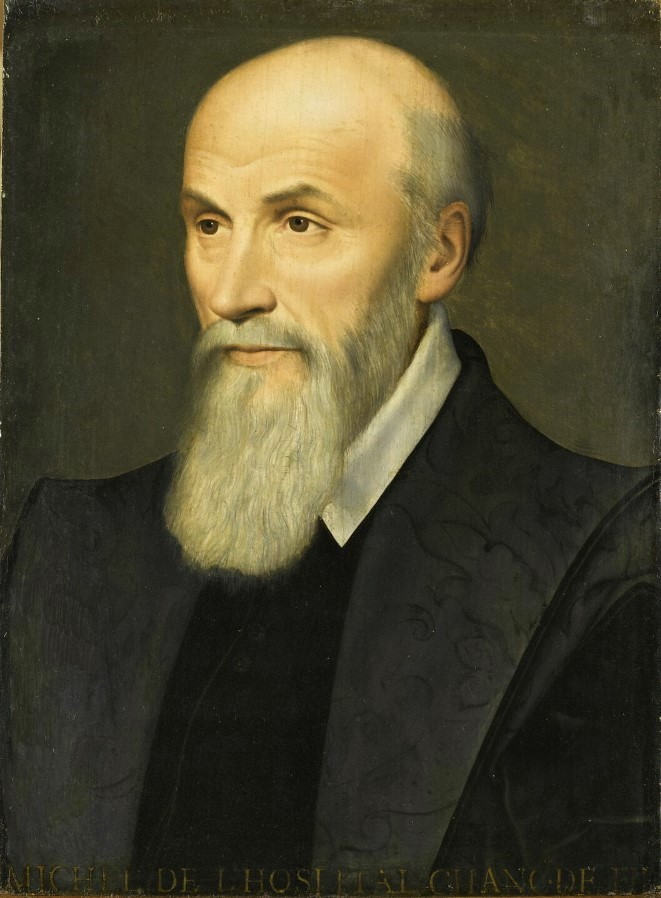
Bodin beneficiò degli studi di Michel de l'Hospital (1507-1573) che conobbe a Tolosa. Scuola francese, museo del Louvre, 1550-1600.

Contemporaneo di Michel de Montaigne e di Nostradamus, Jean Bodin nacque ad Angers, giugno 1529 e il giugno 1530. Quarto di sette figli, il padre, Guillaume Bodin, era un mercante e maestro stilista stabilitosi in una casa borghese in rue Valdemaine, vicino a una locanda. Sua madre si chiamava Catherine Dutertre, parente di René Dutertre, il procuratore del convento carmelitano di Angers. Contrariamente a quanto talvolta si afferma, nessuno dei suoi genitori era ebreo.
Il giovane Jean Bodin studiò presso i Carmelitani del paese natio e, dopo aver pronunciato i voti, nel 1545 entrò nel Gran Convento dell'ordine a Parigi come novizio al fine di studiare filosofia sotto la guida di Guillaume Prévost. Il monastero si trovava nelle vicinanze del Collegio di Presles, dove poi insegnava Pietro Ramo, nonché del Collège des quatre langues, dove Bodin poté studiare l'ebraico con Jean Mercier, discepolo di François Vatable, che aveva avuto tra i suoi studenti anche Giovanni Calvino. La sua formazione fu dunque fortemente indirizzata verso la scolastica medievale e l'umanesimo rinascimentale, mentre ebbe anche occasione di apprendere il greco antico con Adrianus Turnebus. Il convento si trovava in Place Maubert, dove Bodin potrebbe aver assistito nel 1546 all'esecuzione dell'umanista Étienne Dolet reo di aver pubblicato 12 libri considerati eretici.
Sembra che tra il 1547 e il 1548 sia stato anch'egli coinvolto in un processo per eresia ma, in ogni caso, intorno al 1549 venne liberato dai voti monastici grazie all'intervento del vescovo di Angers Gabriel Bouvery.
Dopo un soggiorno a Nantes avvenuto nel 1549, si recò a Tolosa, dove studiò diritto e divenne poi professore di diritto romano. Durante questo periodo conobbe Gerolamo Cardano e Auger Ferrier, nonché ebrei fuggiti dalla Spagna, che lo introdussero alla cabala e al neoplatonismo. Successivamente elaborò vari trattati sugli istituti giuridici romani, de imperio, de giurisdizione, de legis actione, de decretis, de judiciis, dei quali ne chiederà la distruzione nel suo testamento. Nel 1559 pubblicò un trattato sull'educazione, Oratio de instituenda in republica juventute, con lo scopo di sostenere la sua candidatura alla direzione del Collège de l'Esquile di Tolosa, ma senza cogliere lo sperato successo. In quegli anni la città occitana era legata a personaggi influenti come Guy Du Faur de Pibrac e Michel de l'Hospital, le cui idee influenzeranno fortemente Jean Bodin.
Nel 1561 fece ritorno a Parigi, dove prestò servizio come avvocato senza particolare successo; nello stesso periodo iniziarono le terribili guerre di religione francesi.

### Consigliere dei principi

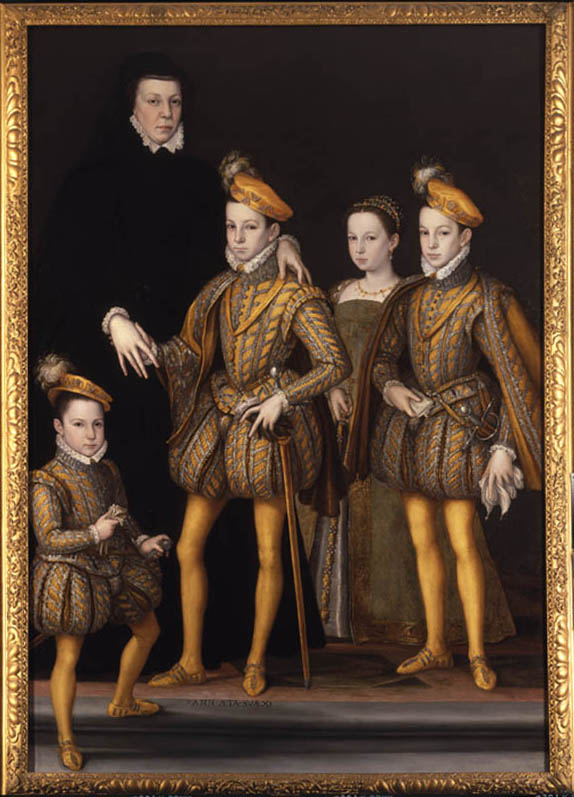
Caterina de Medici e i suoi figli nel 1561: Francesco di Valois, il re Carlo IX, Margherita e Enrico d’Angiò. Atelier di François Clouet, 1561 circa.

Nel 1562 Jean Bodin divenne avvocato al Parlamento di Parigi e quattro anni più tardi pubblicò la sua prima opera importante, Methodus ad facilem historiarum cognitionem ("Metodo per un facile apprendimento della storia"). L'opera ebbe un tale successo che nel 1572 venne realizzata una seconda edizione ampliata. Nel 1567 fu sostituto del procuratore del re a Poitiersn. L'anno successivo fu arrestato e imprigionato alla Conciergerie per un "fatto di religione" rimanendo in carcere fino all'agosto 1570. In questo periodo partecipò volentieri a dibattiti riguardanti le proprie teorie pubblicando nel 1568 Réponse aux paradoxes de M. de Malestroict touchant l’enrichissement de toutes choses et le moyen d’y remédier (risposta ai paradossi di M. de Malestroict sull'arricchimento di tutte le cose e sui mezzi per porvi rimedio). Tale dibattito è rimasto famoso poiché si ritiene che avesse "introdotto l'economia nella politica" offrendo una prima descrizione del ruolo dinamico della moneta sufficientemente precisa tanto che molti la considerano la prima esposizione di una teoria quantitativa della moneta.
I suoi studi attirarono l'attenzione di Carlo IX di Francia che, nel 1570, lo nominò commissario per la riforma delle foreste della Normandia. Bodin svolse tale compito con zelo, inseguendo incessantemente i predoni del regno contro i quali vennero intraprese circa quattrocento azioni legali. Nel 1571 fu nominato maestro delle richieste e consigliere del duca di Alençon, Francesco Ercole di Valois, mantenendo tale incarico fino alla morte di quest'ultimo avvenuta nel 1584. A quel tempo, il giovane duca era capo del partito dei Malcontenti, il quale riuniva gli oppositori della politica reale e sosteneva la tolleranza religiosa. Sospettato di legami con gli ugonotti, Bodin scampò per poco al massacro di San Bartolomeo del 1572, forse grazie alla protezione di Jacques-Auguste de Thou.

Raffigurazione della Notte di san Bartolomeo a cui Bodin riuscì a sfuggire per poco. Dipinto di François Dubois, 1572-1584 circa.

Nel 1573 fece parte della delegazione che accolse gli ambasciatori polacchi giunti a Metz per salutare il nuovo re francese, Enrico III, duca d'Angiò. Per questa occasione scrisse il discorso pronunicato dal vescovo di Langres, Charles des Cars. Nel 1574 venne sospettato di aver preso parte alla congiura dei Malcontenti guidata da Joseph Boniface de La Môle e Annibal de Coconas.
Nel 1576, a Laon, sposò Françoise Trouillard, una ricca vedova il cui fratello Nicolas Trouillard era l'avvocato del re e i cui genitori erano al servizio del duca di Alençon. Lo stesso anno vide la pubblicazione della sua opera principale, I sei libri dello Stato, opera fondamentale di filosofia politica, spesso ripubblicata. A causa della sua immensa erudizione, «ricordava tutto ciò che aveva letto», la sua conversazione era ricercata dallo stesso re Enrico III; dal 1576 al 1579 fu membro dell'Académie du Palais, prima incarnazione dell'Accademia di Francia, che si riuniva due volte alla settimana in compagnia del sovrano. Con lui partecipavano alle sedute i poeti Guy Le Fèvre de La Boderie e Pontus de Tyard.
Delegato dal Terzo Stato di Vermandois agli Stati Generali di Blois nel 1576, si oppose fermamente alla ripresa della guerra contro gli ugonotti, auspicata invece da Pierre de Versoris. Mentre Enrico III voleva ottenere fondi per questa guerra alienando parte del dominio reale, Bodin convinse il Terzo Stato ad opporvisi per non nuocere al popolo alienando il bene della nazione. Questa ferma opposizione gli fece perdere il favore reale e fu forse all'origine di un'indagine condotta nel 1577 sul suo passato tra i Carmelitani, trent'anni prima. Per difendere le sue azioni e giustificare la sua opposizione all'imposizione forzata della religione cattolica, pubblicò nel 1577 Recueil de tout ce qui s'est negotié en la compagnie du tiers Estats de France (Raccolta di tutto ciò che fu negoziato in compagnia del Terzo Stato di Francia).

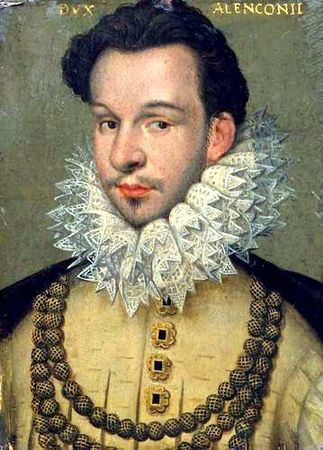
Francesco Ercole di Valois (1555-1584), intorno al 1577, dipinto da Nicholas Hilliard, Victoria and Albert Museum. Bodin fu legato al duca di Alençon dal 1571 al 1584 e partecipò per lui a diverse ambasciate.

L'anno successivo pubblicò poi una riflessione sull'essenza del diritto, Iuris universi distributio, che completava l'edificio teorico che aveva iniziato a delineare con la Repubblica: “Presentando una teoria giuridica e politica dello Stato, Bodin, indirettamente, dà un contributo essenziale alla formazione del diritto internazionale pubblico contemporaneo". Avendo dovuto istruire come giudice un processo contro Jeanne Harvilliers, accusata di stregoneria, scrisse nel 1580 il trattato De la Démonomanie des sorciers, una sorta di guida per i tribunali in cui invocava pene severe contro chiunque fosse accusato di stregoneria.
Nel 1581 accompagnò Francesco Ercole di Valois in Inghilterra per negoziare il suo matrimonio con la regina Elisabetta I. Oltremanica ebbe modo di incontrare, tra gli altri, il celebre matematico, astrologo, geografo e occultista John Dee. Fu sorpreso di apprendere che l'Università di Cambridge stesse utilizzando la sua opera I sei libri dello Stato, cosa che lo spinse a tradurla in latino per renderla più accessibile ai lettori stranieri. Nel 1583 accompagnò nuovamente Francesco nei Paesi Bassi spagnoli, dove questi era diventato Conte delle Fiandre e Duca di Brabante. Bodin incontrò in questa occasione Guglielmo I d'Orange e il cartografo Abraham Ortelius. Fatto prigioniero durante lo sconsiderato attacco ad Anversa, al quale si era opposto, fu rapidamente rilasciato. Alla morte di Francesco, avvenuta nel 1584, si ritirò a Laon dove divenne consigliere del re di Navarra Enrico di Borbone, e consigliere per gli affari legali del marchese de Moy.

### Ultimi anni
Nel 1586, avendo predetto la morte di Elisabetta I di Inghilterra, Jean Bodin venne sospettato di aver partecipato al complotto di Babington. Denunciato due volte come eterodosso, la sua casa fu perquisita nel 1587 e molti dei suoi libri vennero bruciati. Dopo la morte del cognato avvenuta nel 1587, divenne avvocato del re. Nel 1589, rinnegando le sue precedenti opinioni, spinse Laon a schierarsi con la Lega cattolica. Divenuto sospetto per ambo le parti, venne nuovamente accusato di eresia e nel 1590 dovette subire un'ulteriore perquisizione mentre i suoi libri vennero pubblicamente messi al rogo. Nel 1593 ruppe con la Lega e incoraggiò gli abitanti a riconoscere Enrico IV come re di Francia. Nel 1594 accolse in città le truppe reali.
La sua ricerca lo spinse verso una sintesi del sapere, che portò alla scrittura del libro, pubblicato in latino nel 1596, Universae naturae theatrum ("Teatro della natura universale").
Morì di peste a Laon nel 1596. Ebbe due figli maschi, Giovanni ed Elia, entrambi morti prima di raggiungere l'età adulta, e una figlia che soffrì di ritardo mentale, sulla cui educazione lasciò un'epistola al nipote in cui descrisse il suo metodo di insegnamento, nonché una raccolta di massime morali, Sapientiae moralis epitome redatta nel 1588.

## Opere

### Methodus ad facilem historiarum cognitionem
In quest'opera Bodin si rivela un precursore di Montesquieu su un tema come la ricerca nella storia dello spirito delle leggi e compone un abbozzo di quella teoria dei climi che sarà ripresa poi dal suo connazionale. Bodin richiede dagli storici del diritto una buona formazione storica e giudica la storia stessa come la migliore preparazione alla politica.

### Résponse à M. de Malestroit
Bodin esamina il fenomeno inflazionistico che turbava il commercio di quei tempi, ne indica l'origine nella "abbondanza d'oro e d'argento" in circolazione (miniere di Potosí in America) e si dichiara a favore della libertà di commercio.

### Les Six Livres de la République
Il 1576 è un anno estremamente fecondo per il giurista francese, sia sul piano pratico, con l'elezione a deputato del terzo stato di Vermandois agli Stati Generali di Blois, dove prende posizione per la riconciliazione e per la pace religiosa, sia su quello teorico: pubblica infatti un'opera di teoria politica di straordinario valore: Les six livres de la République (I sei libri dello Stato).
Quest'opera è scritta in volgare francese non in latino, di modo che possa essere letta da un maggior numero di persone.
A tal proposito, Bodin si esprime così: «Ho intrapreso questo mio discorso sullo Stato ( [...] ) in lingua volgare, sia perché la sorgente della lingua latina è ormai esaurita (...) sia per essere compreso meglio da quelli che sono veri Francesi».
È un'opera che ricerca un consenso ampio e ha carattere d'urgenza: scrive infatti Bodin, usando l'antica similitudine tra lo Stato e l'imbarcazione, che «ora che la tempesta si è messa a tormentare il vascello del nostro Stato con tale violenza che i capitani e i piloti sono tutti ugualmente stanchi e sfiniti dalla diuturna fatica, è necessario che i passeggeri stessi intervengano a prestare soccorso.
Per "salvare la barca" dello stato, non basta un discorso oratorio, semplicemente brillante, "poiché né le malattie degli uomini né quelle degli Stati si curano con lo splendore delle parole».
Occorre invece approfondire la questione generale del potere: a chi deve appartenere il massimo potere in una situazione in cui gli interessi privati e di fazione rischiano di travolgere tutto?
Per rispondere a tale domanda, occorre un'opera di teoria politica. Questo intendono essere I sei libri dello Stato.
Il trattato di Bodin affronta un concetto determinante, che fonda la gestione unificata del potere da parte dello Stato, in una società che si vuole coesa e ordinata: la sovranità.
«Per sovranità - scrive Bodin - si intende quel potere assoluto e perpetuo ch'è proprio dello Stato».
Bodin in questo modo stabilisce il fondamento giuridico che garantisce la totale autonomia della dimensione pubblica rispetto a quella privata: giustifica perciò la necessità di una suprema autorità che si ponga al di sopra dei sudditi.
Per Bodin «la monarchia pura assoluta è lo stato più sicuro e, senza confronto, il migliore di tutti». La democrazia invece oltre a disperdere il potere è anche rischiosa per via del progetto egualitario che l'accompagna («non c'è odio più grande né vi sono inimicizie più radicali di quelle che si creano tra gli uguali»).
«Lo Stato è il governo giusto di più famiglie e di ciò che è loro comune, con potere sovrano». La comunità politica è quindi un governo giusto, cioè ordinato, conforme a certi valori morali di ragione e giustizia; lo Stato si identifica nel governo, il governo giusto è quello che soddisfa il bene dei cittadini e contemporaneamente anche il bene dello Stato, bene comune e individuale convergono; la famiglia è il punto di partenza, la cellula madre e il modello della comunità politica ben ordinata, è una componente naturalistica, la prima istituzione. La sovranità è la forza coesiva, unificatrice della comunità politica, lo Stato non esiste se non c'è un potere sovrano: la sovranità.
Il potere sovrano è perpetuo, la sovranità cioè ha una durata ininterrotta e non limitata.
Bodin, contrario a qualunque tipo di governo misto, distingue i vari tipi di governo ed esclude categoricamente la possibilità di dividere le prerogative della sovranità per costituire uno Stato aristocratico o popolare, le prerogative della sovranità sono indivisibili. La monarchia è il governo naturale, la forma di Stato in cui la sovranità assoluta risiede in un solo principe, è solo nella monarchia che la sovranità assoluta con le sue prerogative indivisibili trova una garanzia di durata e un appoggio vigoroso. Solo la monarchia infine assicura maggiori garanzie alla scelta delle competenze. La monarchia di Bodin non è però un sistema tirannico, al di sopra delle leggi del sovrano si trovano infatti le leggi di natura, riflesso della ragione divina. Il sovrano deve rispettare quindi la libertà naturale dei sudditi e la loro proprietà. Bodin si difende dall'accusa di assolutismo nella dedica dell'edizione latina della République, ricordando di avere chiaramente evidenziato i Limiti del potere sovrano:
Il diritto divino e naturale, le leggi fondamentali del regno concernenti la trasmissione del potere sovrano, il diritto di proprietà dei capi famiglia, le stesse leggi del sovrano laddove richiamino norme appartenenti ai due diritti superiori, le obbligazioni assunte con patti e giuramenti anche nei confronti dei propri sudditi e degli stranieri e il dovere di impartire giustizia guardando al modello supremo rappresentato dal governo divino del mondo. Non si tratta di una sovranità illimitata, senza leggi morali, è una monarchia assoluta ma non arbitraria, che permette anche un consiglio permanente, gli Stati generali e provinciali come organi di consultazione, ma anche corporazioni, comunità, forme di associazione intermedia tra lo Stato e i sudditi, che non devono sconfinare nella sfera dell'autorità del sovrano.

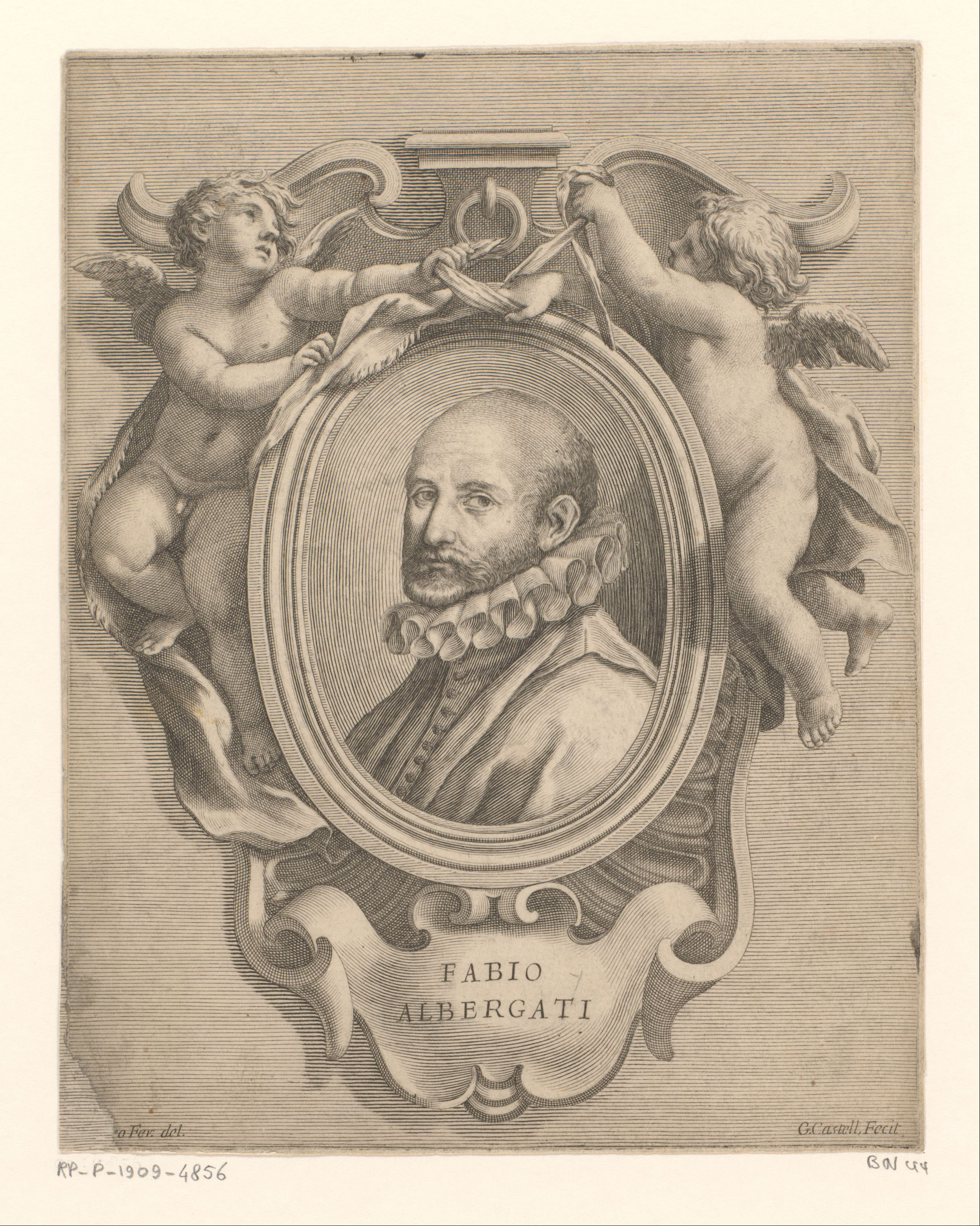
Fabio Albergati, il massimo oppositore italiano di Bodin

L'opera di Bodin fu messa all'Indice dalla Chiesa Cattolica e fu oggetto di numerose polemiche nel corso del '5-600. Le critiche più pungenti mosse ai Six livres de République nel corso degli anni sono opera di Tobias Magirus, Pope Blount, Thomas Lansius, Boccalini, quest'ultimo autore delle Consultationes de principatu inter populos Europae, che abbondano di insulti contro Bodin, e, soprattutto, dell'italiano Fabio Albergati, autore dei Discorsi politici libri cinque, ne i quali viene riprovata la dottrina politica di Giovanni Bodino e difesa quella di Aristotele (Roma, appresso Luigi Zannetti, 1602).

### Opere
- Oratio de instituenda in republica in juventute ad Senatum Populumque Tolosatem (1559).
- Methodus ad facilem historiarum cognitionem (1566).
- Paradoxes de M. de Malestroit touchant le fait des monnaies et l'enrichissement de toutes choses (1568).
- Les Six Livres de la République (1576).
- Juris universi distributio (1578).
- Réponse aux paradoxes de M. de Malestroit touchant l'enrichissement de toutes choses et le moyen d'y remédier (1578).
- (FR) Jean Bodin, La Démonomanie des Sorciers. (1580, tradotto successivamente in latino)
- Apologie de René Harpin [= Bodin] pour la République de Jean Bodin, (1581).
- De republica libri sex (1582; traduzione latina della République).
- Universæ Naturæ Theatrum (1596; tradotto in francese da François de Fougerolles nel 1597).
- Paradoxon, quod nec virtus ulla in mediocritate, nec summum hominis bonium in virtutis actione consistere possit (1596).
- Colloquium heptaplomeres de rerum sublimium arcanis abditis (1587; pubblicato postumo nel 1858, a Lipsia, da Ludwig Noack).

### Traduzioni italiane
- Antologia di scritti politici, a cura di Vittor Ivo Comparato, Bologna, Il Mulino, 1981.
- I sei libri dello Stato, 3 voll., Torino, UTET, 1988-1997.
- Demonomania de gli stregoni, Storia e Letteratura, Roma, 2006. (Ristampa dell'edizione italiana del 1587 tradotta dal cavalier Ercole Cato e stampata a Venezia per i tipi di Aldo Manuzio).
- Paradosso sulla virtù, a cura di Andrea Suggi, Nino Aragno Editore, 2009.
- Methodus ad facilem historiarum cognitionem, testo latino, traduzione e commento a cura di Sara Miglietti, Pisa, Edizioni della Normale, 2013.

### Studi
- Autori Vari, La "République" di Jean Bodin. Atti del Convegno (Perugia, 14-15 novembre 1980), Firenze, Olschki, 1981.
- Ginevra Odorisio Conti, Famiglia e Stato nella «Republique» di Jean Bodin, Giappichelli, 1999.
- Girolamo Cotroneo, Jean Bodin: teorico della storia, Edizioni scientifiche italiane, Napoli 1966.
- Girolamo Cotroneo, Il ritorno di Bodin, in Filosofia politica, n. 1, Bologna, Il Mulino, aprile 2014,  pp. 137-142, ISBN 978-88-15-24931-9, ISSN 0394-7297 (WC · ACNP).
- Donatella Marocco Stuardi, La République di Jean Bodin. Sovranità, governo, giustizia, FrancoAngeli, 2006.
- Luciano Parinetto, L'inquisitore libertino. Discorso sulla tolleranza religiosa e sull'ateismo, a proposito dell'«Heptaplomeres» di Jean Bodin, Asefi Terziaria, 2002.
- Cesare Vasoli, Armonia e giustizia. Studi sulle idee filosofiche di Jean Bodin, Firenze, Olschki, 2008.
- (FR) Jacques Saillot, Jean Bodin. Actes du colloque interdisciplinaire d'Angers, Angers, Presses de l'université d'Angers, 1985..
- (FR) Mogens Chrom Jacobsen, Jean Bodin et le dilemme de la philosophie politique moderne, collana Études Romanes, vol. 48, Museum Tusculanum Press, 2000.
- (EN) Howell A. Lloyd, Jean Bodin, 'this Pre-eminent Man of France', Oxford University Press, 2017.
- (FR) Marie-Dominique Couzinet, Jean Bodin. Nature, histoire, droit et politique, P.U.F., 1996.
- (FR) Henri Baudrillart, Bodin et son temps - Tableau des théories politiques et des cidées économiques au XVI seicle, Parigi, Guillaumin, 1853.
- (FR) Jacques-Auguste de Thou, Histoire universelle depuis 1543 jusqu'en 1607, vol. 13, Londra, 1734.
- (FR) Maryanne Cline Horowitz, Jean Bodin. Actes du colloque interdisciplinaire d'Angers, Angers, Presses de l'université d'Angers, 1985.
- (FR) Henri Legohérel, Jean Bodin et l’Europe de son temps, in Journal of the History of International Law, n. 1, 1999.
- (FR) Antoine Teissier, Les Éloges des hommes savants, Leyde, Theodore Haak, 1715.
- (EN) Horst Denzer, Jean Bodin. Verhandlungen der internationalen Bodin Tagung in München, Munich, C. H. Beck, 1973.
- (DE) Horst Denzer, Jean Bodin. Verhandlungen der internationalen Bodin Tagung in München, Monaco di Baviera, C. H. Beck, 1973.
- (FR) Pierre Bayle, Notice sur Jean Bodin [collegamento interrotto], in Dictionnaire, 1740.
- (EN) Howell A. Lloyd, The Reception of Bodin, Brill's Studies in Intellectual History Online, 2013.
- (EN) J. S. Maloy, Bodin’s Puritan Readers and Radical Democracy in Early New England, in Journal of the History of cideas, vol. 78, n. 1, University of Pennsylvania Press, gennaio 2017.
- (EN) Paul Lawrence Rose, Bodin and the Great God of Nature, Ginevra, Droz, 1980.